# Aly Cissokho
Aly Cissokho (Blois, 1987. szeptember 15. –) az Antalyaspor játékosa. Egyszeres francia válogatott. A szenegáli felmenőkkel rendelkező játékos főként bal oldali hátvédként bevethető.

## Pályafutása
Az FC Gueugnon-ban kezdett el futballozni ahol 2007-ben mutatkozott be. A Ligue 2-ben 21 mérkőzésen játszott, majd átigazolt a portugál Vitória Setúbal csapatához. Fél után újból csapatot váltott. 300 000 euróért megvette a portugál FC Porto. Itt is csak fél évig maradt. Bemutatkozott a Bajnokok Ligájában is ahol egy Manchester United elleni mérkőzésen felhívta magára az európai top klubok figyelmét. Remekül levette a pályáról Cristiano Ronaldo-t és egy hatalmas cselsorozatot is bemutatott. Így 2009 nyarán le akarta igazolni az AC Milan. A két klub már mindenben megállapodott, ám Cissokho mégsem igazolt az olasz csapatba egy állítólagos fogprobléma miatt. A játékos szerint az olasz klub csak lejáratta, mivel teljesen egészséges volt. Az ügy hátterében valószínűleg pénzhiány állt.

### Olympique Lyon
Így végül 15 millió euróért leigazolta az Olympique Lyon csapata az egyre gyengébben játszó világbajnok Fabio Grosso helyére. A játékos 5 éves szerződést írt alá. Az átigazolási szerződésben található egy olyan kitétel ami szerint ha az Olympique Lyon eladja a játékost az FC Porto-t illeti meg az átigazolási díj 20%-a

## Statisztikái
| Idény       | Klub               | Ország   | Bajnokság | Bajnokság  | Bajnokság | Bajnokság  | Bajnokság | Bajnokság |
| Idény       | Klub               | Ország   | Osztály   | Mérkőzések | Gólok     | Gólpasszok | Lapok     | Lapok     |
| ----------- | ------------------ | -------- | --------- | ---------- | --------- | ---------- | --------- | --------- |
| Idény       | Klub               | Ország   | Osztály   | Mérkőzések | Gólok     | Gólpasszok | sárga lap | piros lap |
| 2007 - 2008 | FC Gueugnon        | francia  | Ligue 2   | 21         | 0         | 0          | 1         | 0         |
| 2008 - 2009 | Vitória Setúbal FC | portugál | Superliga | 13         | 0         | 0          | 1         | 0         |
| 2008 - 2009 | FC Porto           | portugál | Superliga | 15         | 0         | 1          | 4         | 0         |
| 2009 - 2010 | Olympique Lyon     | francia  | Ligue 1   | 7          | 0         | 1          | 1         | 0         |

 2009. október 5-i állapot

## Sikerei, díjai
Porto
- Portugál bajnok: 2009
- Portugál kupagyőztes: 2009

Lyon
- Francia kupa: 2012